# Leis de gravitação do varejo
As leis de gravitação do varejo ou leis de comércio a retalho buscam formular os princípios relacionados as áreas de atuação dos varejistas ou retalhistas. Formuladas por William J. Reilly em 1931 após o estudo da conta de clientes de uma loja de departamento no texas e posteriormente corroborada por Paul Converse e outros estudiosos.
Alguns princípios formulados por Reilly são:
- A atração de fregueses varia diretamente com a população da área em que o varejo se encontra.
- A atração de fregueses varia inversamente com o quadrado da distância a ser percorrida por estes.
- Uma cidade de maior população atraem o consumo de uma localidade menor, na proporção direta do número de habitantes.
- Uma cidade de maior população atraem o consumo de uma localidade menor, na proporção inversa ao quadrado da distância entre elas.